# Олсуфьево (платформа)
Олсу́фьево — остановочный пункт Брянского региона Московской железной дороги, расположенная на неэлектрифицированной линии Жуковка — Рославль I в посёлке Олсуфьево Жуковского района.

## История
Устроена одновременно со строительством Орловско-Витебской железной дороги. Первоначально являлась полустанком и именовалась Дубовцы — по названию соседней деревни Дубовец, принадлежавшей Олсуфьевым. С конца XIX века — станция с современным названием.
В годы максимального развития на станции было 3 пути, один из них соседствовал с высокой погрузочной платформой (погрузка леса). Затем путь был разобран, станция использовалась как разъезд, вокзал продолжал работать. В 1998 году разъезд был закрыт, в 2005 году закрыто и заколочено здание вокзала. В 2007 году отремонтирована единственная платформа.

## Современное состояние
По состоянию на январь 2010 года Олсуфьево — линейная платформа, грузовых и багажных операций не производится. Единственная платформа освещается в тёмное время суток, громкой связи нет. Вокзал не действует.
Имеется путевой сарай, используется крайне редко.
Достопримечательность бывшей станции — старинная водонапорная башня.